# Popol Vuh (könyv)
A Popol Vuh a majákhoz tartozó kicse nép irodalmának szent történelmi–mitológiai könyve. A címét a különféleképp értelmezik: a „Gyékényen Tanácskozók Könyve”, vagy a „Tanács Könyve”. A Popol jelentése: "a tanácskozások házának helye; a Vuh jelentése: könyv. A mitológiai jellegű alkotás elmeséli a világ és az emberek teremtését, aztán a főistenek háborúját, végül a maja-kicse nép csodás eredetét.
A könyvből részletekben gazdag képet nyerhetünk a népről, tényeket szolgáltat több mint 150 király és királyné élettörténetéról. Alapos leírást kapunk a maják gondolkodásáról és társadalmi szerveződéséről, a hatalmas városokról, az államszerkezetről, az írásról és az időszámításukról (naptár),
továbbá a királyság rítusairól, az építészet, a művészet és az irodalom területéről. Kicse indián kicsi Bibliának is nevezhetjük, hiszen a világ teremtésétől, sőt teremtéseitől és elpusztulásaitól a királyok és a főpapok jegyzékéig benne van minden, amit alkotói a térről és időről, környezetükről, önmagukról és történetükről tudtak és feljegyzésre méltónak ítéltek.
A Popol Vuh egy sokrétegű, összetett és bonyolult mű, amely egy nép egész tudását és hagyományát tartalmazza, gyakran ellentmondásosan. Kialakulása, megformálása, feltehetően hosszú ideig tartott, valószínű, hogy a kicséket körülvevő népek mítoszai, legendái, mondái is beleszövődtek, torzítva a kicse mitológiát, annak eredeti formáját.
Vannak a könyvnek olyan részei is, amelyek tág teret kínálnak különböző értelmezéseknek, sokszor fantasztikus spekulációknak. Nehéz például válaszolni arra, miként került ebbe a könyvbe a vízözönnek olyan vagy hasonló leírása, amelyeket az ókori Közel-Keletről ismerünk. Hasonló a helyzet azzal, amit az Ősatyák tengeren való átkeléséről ír a könyv. Sokan ebben Atlantisz létezésének egy újabb bizonyítékát látják.
Néha úgy érezzük, hogy a kicsék egy lépésnyire megközelítették az elvont, egyetlen Isten képének kialakítását, máskor pedig, későbbi korokban, mintha visszatértek volna különböző totemállatokhoz, a természet kisebb erőinek, a villámnak, az időjárásnak istenesítéséhez.
A kicse  nép leszármazottai a Guatemala-fennsíkon, Guatemalavárostól északra élnek. Egykor a maja civilizáció kulturális és kereskedelmi centrumainak perifériáján éltek, nem emeltek olyan városokat, mint Tikal, Palenque, Labna, Chichén Itzá, Copán, Uxmal stb., hogy néhány ismertebbet említsünk. A Popol Vuh elbeszélését a spanyol hódítást megelőzően eredetileg szájhagyomány által adták tovább, körülbelül 1550-ig, amikor is kicse nyelven lejegyezték az őslakosok. Az írnokok emlékezetből dolgoztak, mert az eredeti, képírásos könyvek már a spanyol megszállás idején sem léteztek.
A könyvet a 18. század elején fedezte fel a spanyol domonkos rendi pap, Francisco Ximénez (1666-1721) a guatemalai Chichicastenangóban, majd latin betűkkel írta le a szavakat, kicse és spanyol oszlopokkal. Később a könyvet számos nyelvre lefordították. Magyarul Boglár Lajos és Kuczka Péter fordításában 1984-ben jelent meg a Helikon Kiadónál.

## Magyarul
- Popol Vuh. A maja-kicse indiánok szent könyve; ford., jegyz., utószó, Boglár Lajos és Kuczka Péter; Helikon, Bp., 1984 (Prométheusz könyvek)